# 白賴仁·甸尼
白賴仁·基斯杜化·甸尼（英語：Brian Christopher Deane，1968年2月7日—）出生於英格蘭約克郡利兹，是一名前足球運動員，司職前鋒，是英超於1992年成立後首位入球的球員，單計英超於分別效力4支球隊期間合共射入70球。

## 生平

### 球會
白賴仁·甸尼雖然在利兹出生及成長，出身列斯城男童隊（Leeds City Boys），其於在1984年加入列斯聯青年隊，效力一年後被放棄，因而於1985年12月加盟鄰近位列丙組的唐卡士打當學徒球員，1988年季後唐卡士打降級丁組，甸尼卻在1988年7月19日以3萬英鎊（於上陣40場後增加到4萬英鎊）轉投剛降級到丙組的錫菲聯。8月27日甸尼在新球季揭幕戰作客首戰雷丁即取得入球；9月17日錫菲聯主場6-1大勝車士打，甸尼與隊友托尼·阿加尼亚（Tony Agana）各入三球，是自1926年1月1日哈里·约翰逊（Harry Johnson）及阿瑟·默塞尔（Arthur Mercer）兩人協助球隊以11-2大破卡迪夫城後，首次有兩名球員同場大演帽子戲法。甸尼與阿加尼亚兩人這季合共射入46球，季後錫菲聯獲得聯賽亞軍重返乙組，翌年僅次於列斯聯再奪得聯賽亞軍，而甸尼亦成為球隊首席射手，錫菲聯連續兩年背對背升級到甲組。錫菲聯在頂級聯賽首兩年位列中游的第13位及第9位，1992年甲組聯賽重組成為英超。
1992年8月15日英超開鑼日錫菲聯主場迎戰曼聯，開賽後僅5分鐘甸尼即首開紀錄兼成為英超成立後射入首球的球員，他更於下半場50分鐘梅開二度，協助球隊以2-1敲嚮勝鼓。
在效力錫菲聯五年期間，甸尼在各項比賽合共射入超過100球，於1993年7月14日以破球會轉會費紀錄的290萬英鎊加盟列斯聯。8月14日甸尼在處子上陣對曼城比賽結束前射入扳成1-1平手。甸尼在列斯聯雖然有穩定的入球字，首年合共射入12球及次年10球，1994/95年球季獲選為球隊年度最佳球員，耶保亞於1995年來投後，甸尼移任左翼，亦有10球進帳，但卻遠遠不及效力錫菲聯時期，到1996/97年球季更只有6球斬獲。1997年5月11日甸尼最後一次替列斯聯上陣主場出戰米杜士堡，甸尼射入一球，雙方1-1平手完場，米杜士堡更因失去重要的兩分而降級。
1997年7月29日甸尼以150萬英鎊重投錫菲聯的懷抱，但他卻在翌年1月15日以100萬英鎊轉投由桑拿士執教的葡萄牙球隊賓菲加，在效力九個月期間的18場比賽射入7球。稍後於1998年10月16日以三倍身價的300萬英鎊重返英格蘭加盟剛升級英超的米杜士堡。
2001年11月29日甸尼以15萬英鎊低價轉到另一支英超球隊莱斯特城，而球隊於球季結束以墊底成績降級甲組〈第二級〉。在降級後的首場比賽是於2002年8月10日主場對屈福特，亦是新主場獲加球場（Walkers Stadium）啟用後首場競爭性比賽，甸尼包辦兩球協助球隊2-0旗開得勝。雖然在新年時因傷缺陣一段不短時間，甸尼仍協助球隊奪得聯賽亞軍及自動升級英超的資格。甸尼於2003年7月2日獲續一年新約。
甸尼於2003年10月31日免費轉會到剛降級甲組〈第二級〉的韋斯咸，他於聯賽煞科日作客韋根下半場後補入替，於完場前接應卡域克的自由球頂入扳平1-1，韋根失掉寶貴的兩分將最後一席升級附加賽參賽資格拱手讓給水晶宮。韋斯咸在附加賽準決賽兩回合累計2-1淘汰葉士域治，5月29日決賽的對手正是水晶宮，韋斯咸在下半場62分鐘被對手攻入一球，於68分鐘由甸尼入替森莫亞（Bobby Zamora），雙方的支持者均起立鼓掌歡迎，但最終韋斯咸仍以0-1落敗失去立即重返英超的機會。
在附加賽決賽後，甸尼回復自由身，年已36歲的甸尼於2004年7月22日再次加盟剛降級到英冠的列斯聯，雖然不復當年雄風，但他於11月20日6-1大勝昆士柏流浪中個人射入4球，於3月提早離隊仍可在球季結束時以7個入球與大衛·希利併列球會首席神射手。
2005年3月24日甸尼短暫加盟英冠領頭羊新特蘭，僅後補上陣4場後，於同年7月1日遠渡重洋到澳洲轉投由利物浦名宿麥馬漢（Steve McMahon）帶領的A-League球隊珀斯光輝，在10月23日對墨爾本勝利頭球頂入「開齋」，但僅上陣了7場便告受傷，由於不想薪金上限及球隊人數等A-League規定而使珀斯光輝不能簽入替補人選，甸尼決定提早解約離隊。
返回英格蘭後，甸尼於2005年12月23日再次加盟錫菲聯，是球隊歷來唯一曾三度效力的球員，在後補上陣兩場後，於2006/07年球季初宣佈退役。

### 國家隊
甸尼在1990年代初期效力錫菲聯期間贏得3頂國家隊代表喼帽。他於1991年6月3日在隨隊出訪時，在奧克蘭首次獲半場後補上陣對紐西蘭；其他兩次分別於同次訪問於6月8日在惠灵顿再戰紐西蘭及1992年9月9日在桑坦德作客鬥西班牙。

## 外部連結
- （英文）足球数据库：白賴仁·甸尼的球员统计数据
- （英文）sporting-heroes.net：白賴仁·甸尼統計 （页面存档备份，存于）
- （英文）leeds-fans.org.uk：白賴仁·甸尼簡歷 （页面存档备份，存于）
- （英文）李斯特城官網：白賴仁·甸尼簡歷[永久]
- （英文）英格蘭足總：白賴仁·甸尼簡歷